# Юджийн Скайлър
Юджийн Скайлър  (на английски: Eugene Schuyler) е американски учен, писател, пътешественик-изследовател и дипломат.
Той е между първите 3 американци, получили докторска степен в американски университет, прави първите преводи на английски език на произведения на Иван Тургенев и Лев Толстой. Скайлър е и първият дипломат на САЩ, посетил Централна Азия, а като американски генерален консул в Цариград играе ключова роля в създаването на международно обществено мнение за османотурските зверства в България по време на Априлското въстание през 1876 г. Той е и първият американски пълномощен министър за Румъния, Сърбия и Гърция.

## Ранни години и образование
Юджийн Скайлър е роден на 26 февруари 1840 г. в заможно семейство в северната част на щата Ню Йорк. Сред прадедите му по бащина линия, които са с холандски произход, има генерал, служил в армията на Джордж Вашингтон. Майка му Матилда Скрибнър е заварена сестра на Чарлс Скрибнър, основателят на известната американска издателска къща.
На 15-годишна възраст Скайлър се записва в колежа „Йейл“ (сега университет), където изучава езици, литература и философия. Завършва с отличие през 1859 г. Той и още 2 студенти са първите американци с докторат по философия от американски университет.
През 1860 г. Скайлър става помощник на Ноа Портър, изтъкнат лингвист и писател, в преработването на речника на Уебстър – първия речник за американски английски. През 1862 г. става студент по „Право“ и през 1863 г. получава докторска степен от Юридическия отдел на Колумбийския университет.
Започва адвокатска дейност в Ню Йорк, но установява, че тази работа не му допада особено. Тогава се заема да сътрудничи на списание „Нейшън“. Продължава да пише за това списание до края на дните си.

## Преводи на Тургенев и дипломат в Русия
През септември 1863 г. руска военна ескадра прави дълъг престой в нюйоркското пристанище, надявайки се да избегне пленяване от британската флота в случай на война между Британия и Русия заради Полското въстание от 1863. Скайлър се среща с някои от офицерите на руския флагман „Александър Невски“, което го инспирира да започне да учи руски. Научава този език достатъчно добре, за да преведе романа на Иван Тургенев „Бащи и деца“, като преводът – първият по рода си на Тургенев в САЩ – бива публикуван през 1867 г. Същата година Скайлър научава финландски и редактира първия американски превод на финландския национален епос „Калевала“.
През 1864 г. Юджийн Скайлър кандидатства за дипломатическа служба в Държавния департамент. Разглеждането на молбата му отнема цели три години, след което обаче му бива предложен поста консул в Москва /1867 – 1869/, по това време втори по важност град в Русия. Пътувайки към местоназначението си, Скайлър прави престой в Баден-Баден и се среща там с Тургенев, който му дава препоръчително писмо до Лев Толстой.
Скайлър започва дипломатическата си дейност в Москва през август 1867 г. През пролетта на 1868 г. прави първото си пътуване досами границите на Централна Азия, пътешествайки с един руски търговец, Василий Алексеич, първо с параход по Волга до гр. Самара, а по-късно с конски впряг до Оренбург, който по това време е изходна база за руските военни операции в Централна Азия. През 1866 г. руснаците вече са окупирали хаганата Бухара и вече напредват към Самарканд.
През 1868 г. Скайлър гостува за седмица на Толстой в имението му в Ясна поляна, което се случва точно по времето, когато писателят привършва „Война и мир“. Скайлър помага на Толстой да преподреди библиотеката си, а също така ловува с писателя. Толстой, който се интересува от държавното образование в САЩ, моли Скайлър да му набави американски буквари и други учебници. По време на посещението си Скайлър получава също така разрешението на Толстой да преведе на английски повестта му „Казаци“.
През 1869 новата администрация на президента Юлисис Грант оттегля Скайлър от поста му в Москва, като го замества със свое политическо назначение. Скайлър обаче успява да получи поста на консул в руския прибалтийски порт Ревел (сега Талин). През ноември 1869 г. президентът Грант одобрява за нов пълномощен министър за Русия Андрю Къртин, бивш губернатор на Пенсилвания, който не знае нищо за Русия и понеже е впечатлен от Скайлър, назначава го за секретар на Американската легация в Санкт Петербург. На този пост Скайлър остава до 1876 г.
Скайлър има възможността да съчетава изпълнението на дипломатическите си задължения с пътувания из страната. Започва да пише голяма биография на Петър Първи, а също така често участва в заседанията на Руското географско дружество в Санкт Петербург. През 1873 г. той е сред първите чужденци, поканени да посетят новите руски завоевания в Централна Азия.
Скайлър напуска Санкт Петербург с влак на 23 март 1873 г. и пристига първо в Саратов. Придружаван е от американския журналист Джанюариъс Макгахан, който работи за „Ню Йорк Хералд“. Скайлър и Макгахан пътуват с шейна от Саратов до Оренбург, след това до Казала (сега Казалинск), а после до форт Перовски (сега Казъл Орда). Макгахън отпътува от там за Хива, обградена от руската армия, докато Скайлър продължава пътешествието си към Ташкент, Самарканд, Бухара и Коканд, понастоящем всички в Узбекистан. Връща се в Санкт Петербург през Сибир и Урал. Пътешествието му отнема осем месеца (макар да е предупредил Държавния департамент, че ще отсъства само три месеца), и по това време дипломатът събира огромна по обем географска информация.
Скайлър пише много за пътешествието си до Националното географско дружество в САЩ, а също така изпраща и дълги конфиденциални доклади до Държавния департамент. Притеснява се, когато негов конфиденциален доклад, публикуван през декември 1876 г. в „Доклади, касаещи външните отношения на Съединените щати за 1874 г.“, е преведен и препечатан от пресата в Санкт Петербург. Докладът му е критичен по отношение третирането на татарите от страна на руския генерал Кауфман. Руски журналист пише в отговор, че „не подхожда на американски правителствен представител да критикува руското отношение към татарите – нека по-добре се огледа у дома си и осъди политиката на собствените си сънародници по отношение на индианците в Северна Америка.“
С изключение на отношението си по въпроса за татарите, Скайлър е благосклонно настроен към руското присъствие в Централна Азия. “В общи линии руското влияние в Централна Азия е благотворно – пише той – не само по отношение на населението, но и на света като цяло, така че със сигурност е в наш интерес то да съществува като противовес на английското господство в Азия. Честно казано, след като веднъж са се настанили в региона, каквото и да е отношението на местните, за руснаците едва ли ще бъде възможно да се изтеглят..."
Скайлър описва в 2 тома пътешествията си из Централна Азия. Книгата, озаглавена „Туркменистан“, е публикувана през октомври 1876 г. както в Съединените щати, така и в Англия. Подобно на дипломатическите му доклади до Държавния департамент в нея той показва все така благосклонното си отношение към ролята на Русия в Централна Азия: “Независимо от многото недостатъци, които могат да се открият в управлението на региона, руската роля по отношение живота на местното население е като цяло благотворна, поради което би било вопиеща несправедливост руската протекция за местните хора да бъде оттеглена и те да бъдат оставени на произвола на анархията и безконтролната власт на местните фанатизирани деспоти."

## Разследвания на турските зверства в България, 1876
Скайлър напуска Русия през 1876 г. Прави неуспешен опит да бъде назначен за консул в Константинопол, но постът бива даден от администрацията на Грант на избрано по политически съображения лице, като Скайлър отново получава само поста секретар на легацията, както и поста генерален консул.
Скайлър пристига в Константинопол на 6 юли 1876 г. През април същата година в България е избухнало въстание срещу турците. Въстанието е жестоко потушено от отоманската армия, която извършва масови кланета на цивилни. Скайлър научава за кланетата от български студенти и американски преподаватели в „Роберт колеж“ в Константинопол.
Първите не съвсем конкретни репортажи за кланетата биват публикувани в британската преса на 6 май. Американци – преподаватели в „Роберт колеж“ – събират повече информация и я изпращат на британския пълномощен представител в Турция, без обаче от начинанието им да последва нещо. След това изпращат данните на кореспондентите на вестниците „Таймс“ и „Дейли Нюз“. „Дейли Нюз“ публикува сведенията на 23 юни 1876 г. и това веднага вдига голям шум в Лондон. Зверствата в България биват обсъдени в Парламента на 26 юни, като опозиционната либерална партия настоява за пълно разследване. Консервативното правителство на премиер-министъра Бенджамин Дизраели се съгласява да разследва сведенията за кланетата.
Британското правителство възлага на Уолтър Баринг, втори секретар на тяхното посолство в Константинопол, да проведе разследването. Страхувайки се обаче от прикриване на истината, преподавателите от „Роберт колеж“ молят Хорас Мейнард – американския пълномощен представител в Турция – да проведе свое собствено разследване. Мейнард възлага тази задача на Скайлър.
Скайлър се приготвя да отпътува за България да проучи сведенията за извършени кланета. За отразяване на Сръбско-турската война в Константинопол пристига приятелят на Скайлър от Русия американският журналист Джанюариъс Макгахан. Скайлър го кани да го придружи при пътуването му до България.
Скайлър и Макгахан отпътуват за България на 23 юли. Към тях се присъединява кореспондентът на германския вестник „Кьолнише Цайтунг“ Шнайдер, както и княз Алексей Церетели – втори секретар на руското посолство в Константинопол. Те прекарват в България три седмици, документирайки зверствата, извършени в населени места в Южна България три месеца по-рано. След като посещава множество градове и села, Скайлър заявява в своя доклад до американския пълномощен министър в Турция Хорас Мейнард следното: „Много е трудно да бъде изчислен броят на българите, убити по време на неколкодневните безредици, но съм склонен да приема, че броят им в горепосочените от мен райони е около 15 000.“
Скайлър дава ярко описание на това, което е видял в село Батак 3 месеца след извършването на клането:

„... Навсякъде се виждаха човешки кости, черепи, ребра и дори цели скелети, глави на момичета, по които все още висяха дълги плитки, кости на деца, скелети, по които все още имаше дрехи. Видяхме къща, чийто под бе бял от праха и овъглените кости на трийсет души, изгорени живи вътре. Видяхме мястото, където селският първенец Трендафил е бил набучен на копие, а след това опечен, бидейки по-късно погребан на същото място. Видяхме една отвратителна яма, пълна с разлагащи се трупове. Видяхме яз на воденица, пълен с подути тела. Видяхме училищна постройка, където укритите двеста жени и деца впоследствие били изгорени живи. Видяхме църква и църковен двор, където все още бяха на показ полуразложените тела на хиляда души – висок няколко стъпки изпълващ ограденото място куп от ръце, крака и глави, подаващи се от камъните, които напразно са били нахвърляни върху им, за да ги скрият, а из цялото пространство се носеше ужасна смрад... След моето посещение управителят на санджака изпратил каймаканина на Татар Пазарджик в Батак с вар, та да ускори разложението на телата и да предотврати появата на епидемия... Ахмед Ага, който ръководил клането, бил награден и повишен в званието юзбаши...“

Официалният доклад на Скайлър, заедно с вестникарските репортажи на Макгахън предизвикват сензация в британската преса. Правителството на Бенджамин Дизраели се опитва да омаловажи кланетата, заявявайки, че българите са не по-малко отговорни за тях, но тези твърдения биват опровергани от свидетелствата на Скайлър и Макгахан като очевидци. Когато Русия заплашва Турция с война, Британия заявява на турското правителство, че поради създалите си обществени настроения не може вземе страната на Турция. 
Руското правителство, движено не само от панславянски чувства и от желанието да помогне на братята православни християни, но и от своите интереси, обявява война на Османската империя и навлиза с войските си на територията на България през 1877 г. Турската армия е разбита и България е освободена от османско владичество през 1878 г.

## Дипломат в Италия, Англия, Румъния, Гърция, Египет
Ролята на Скайлър в освобождението на България предизвиква острото недоволство на османските управници, които протестират пред американското правителство. Американският държавен секретар Хамилтън Фиш също е недоволен от Скайлър, тъй като последният е действал без неговото знание или съгласие. Той обмисля отзоваването на Скайлър от Турция, но впоследствие се отказва от това намерение, за да не се изтълкува то като липса на симпатия спрямо българите.
Когато новият президент Ръдърфорд Хейс встъпва в длъжност, Скайлър е подложен на допълнителни атаки в турската преса, като е обвинен в пристрастност към българите. На 3 януари 1878 г. турското правителство настоява за отзоваването му: "За Високата порта оставането на г-н Скайлър като генерален консул е сериозна пречка за дипломатическите отношения и за администрирането на провинциите.”
На 29 май 1878 г. Скайлър е разследван от страна на Държавния департамент и се стига до заключението, че „неговите чувства и симпатии са силно антитурски“ и „той значително е допринесъл за охлаждането на британските симпатии към борещата се с Русия Турция“, като дипломатът е укоряван за неговата „неоторизирана, извършена по собствена инициатива мисия в България“.
Дипломатът е отзован от Турция и е назначен на поста консул в Бърмингам, Англия. По време на престоя си там той довършва своя превод на повестта „Казаци“ от Толстой, публикуван през 1878 г.
През август 1879 г. Юджийн Скайлър става генерален консул в Рим, където довежда докрай книгата си за Петър Първи и започва да пише книга за Екатерина Велика. След година става шарже д’афер в Букурещ – по време, когато Съединените щати се канят да признаят независимостта на Румъния и Сърбия. Научава румънски в Румъния и става член-кореспондент на Румънската академия на науките. През юли 1882 г. е назначен за първи американски пълномощен министър за Румъния, Сърбия и Гърция, със седалище Атина. През юли 1884 г. отново е без работа, тъй като Конгресът, в търсене на икономии, премахва поста пълномощен министър в Румъния, Сърбия и Гърция.
Скайлър напуска дипломатическата служба и става лектор по дипломатическа практика и история на американската дипломация в Университета „Джонс Хопкинс“ и в университета “Корнел”. През 1889 г. администрацията на президента Бенджамин Харисън го номинира за първи помощник държавен секретар. Номинацията обаче е оттеглена поради противопоставянето на Сенатската комисия по външните работи.
Скайлър заема поста генерален консул в Кайро, Египет. Докато е в Египет, се разболява от малария и умира във Венеция на 16 юли 1890 г. на 50-годишна възраст.

## Памет
На негово име:
- улица „Скайлер“ в квартал „Хаджи Димитър“ в София (Карта);
- улица  "Юджийн Скайлер" в централната част на гр. Варна.